# Sarcoptoidea

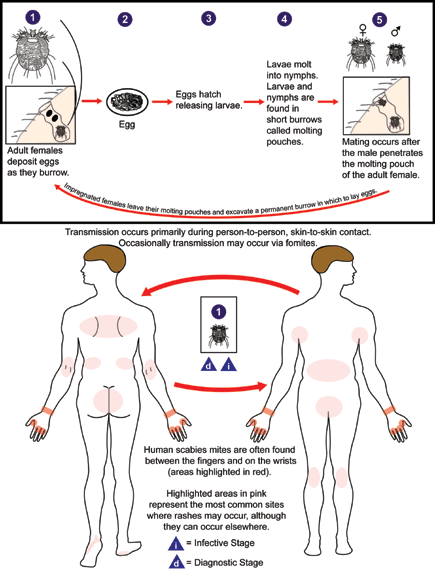
Цикл развития чесоточного зудня (Sarcoptes scabiei)

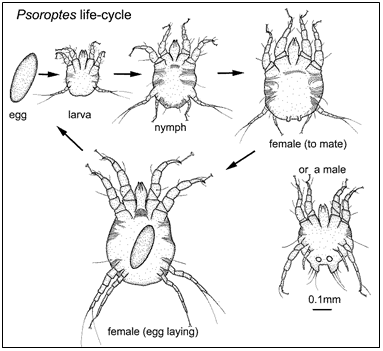
Цикл развития Psoroptes

Чесоточные клещи (лат. Sarcoptoidea) — надсемейство саркоптиформных клещей из гипотряда Astigmata. Паразиты млекопитающих, среди них синантропный чесоточный зудень (Sarcoptes scabiei), который вызывает чесотку (саркоптоидоз) человека.

## Описание
Клещи микроскопического размера (0,01—0,8 мм). На всех лапках отсутствуют проральные щетинки, на лапке IV отсутствуют волоски с; колено I с 0—1 соленидием (2 у Hyracoptes, Psoroptidae); претарзус с когтевидным эмподием в центре амбулакрального диска или может быть уплощенным в виде центрального склерита как у меховых клещей, эмподиум редко отсутствует; если амбулакральный диск хорошо развит, направляющая кондилофора обычно присутствует на стыке амбулакрального стебля и диска; претарзус не втягивается. Парапроктальный хэтом с 0—3 волосками p и 0 волосками ad. Парафаги или паразиты млекопитающих.
Представители Sarcoptoidea приспособились к многочисленным местам обитания на теле и в теле млекопитающих. Как и близкородственные Analgoidea, обитающие на птицах, некоторые виды саркоптоидей живут на кожном покрове (меховые клещи), другие — на поверхности кожи, в волосяных луковицах, внутрикожных тканях или в дыхательных путях. Некоторые высокоспециализированные паразиты летучих мышей (Gastronyssidae) обитают в глазных орбитах или даже в желудке своих хозяев. Меховые клещи семейств Listrophoridae, Atopomelidae и Chirodiscidae содержат наибольшее разнообразие Sarcoptoidea. Они специализированы для жизни на волосяных стержнях, где питаются сальными железами и, как правило, не причиняют вреда волосам. Ранее эти три семейства были объединены с одним или несколькими дополнительными семействами в рамках семейства Listrophoridae, но позднее были признаны как отдельные монофилетические группы. Виды всех трёх семейств имеют относительно удлиненное тело, а ноги I—II в большей или меньшей степени модифицированы для захвата волос хозяина. Менее продвинутые таксоны в трех семействах меховых клещей имеют дорсовентрально уплощенное тело, а более продвинутые таксоны имеют цилиндрическую или латерально сжатую форму. У некоторых таксонов сохраняются три пары псевданальных волосков в парапроктальной области, в то время как у большинства других саркоптоидных клещей сохраняется не более двух пар.

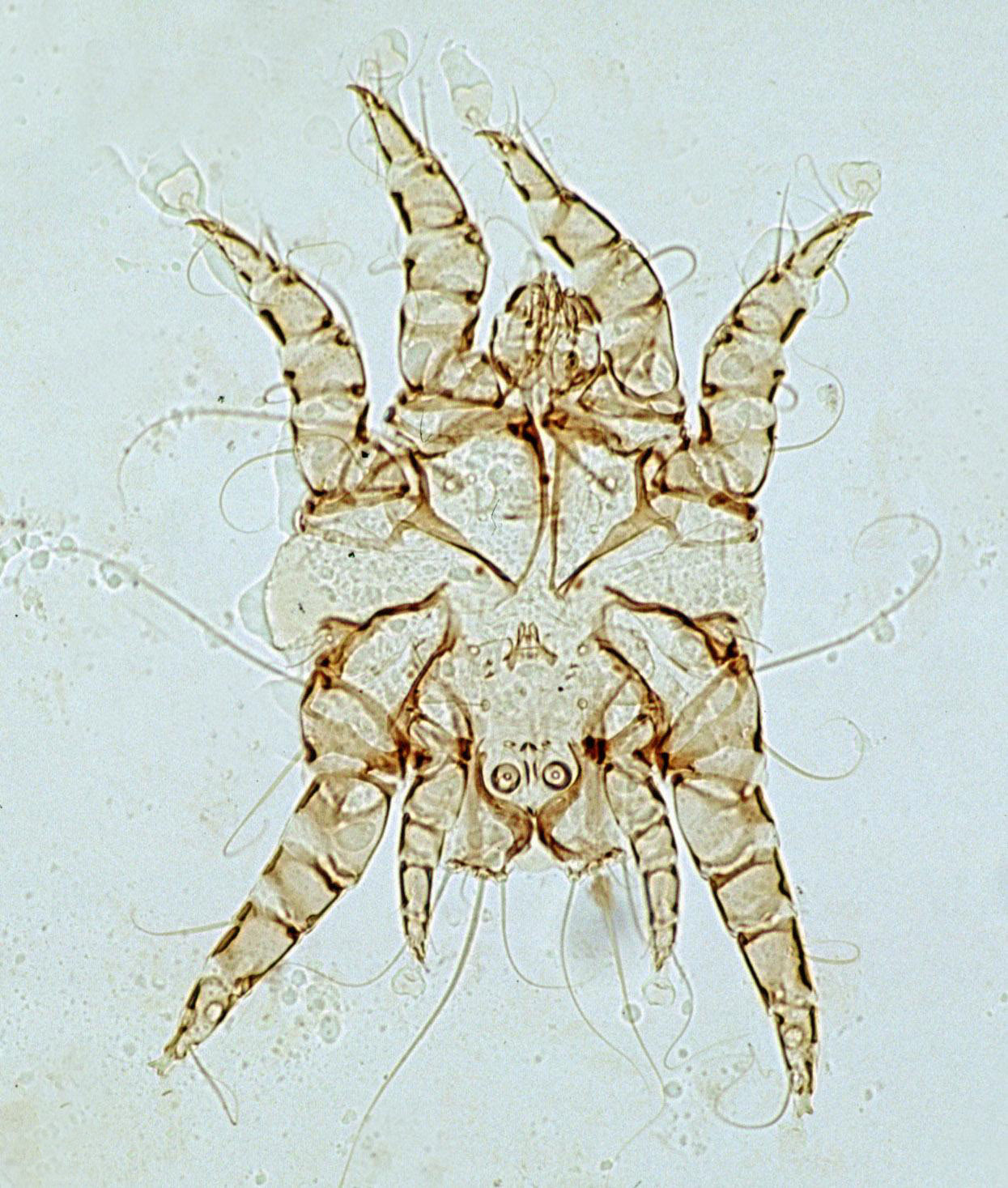
Otodectes
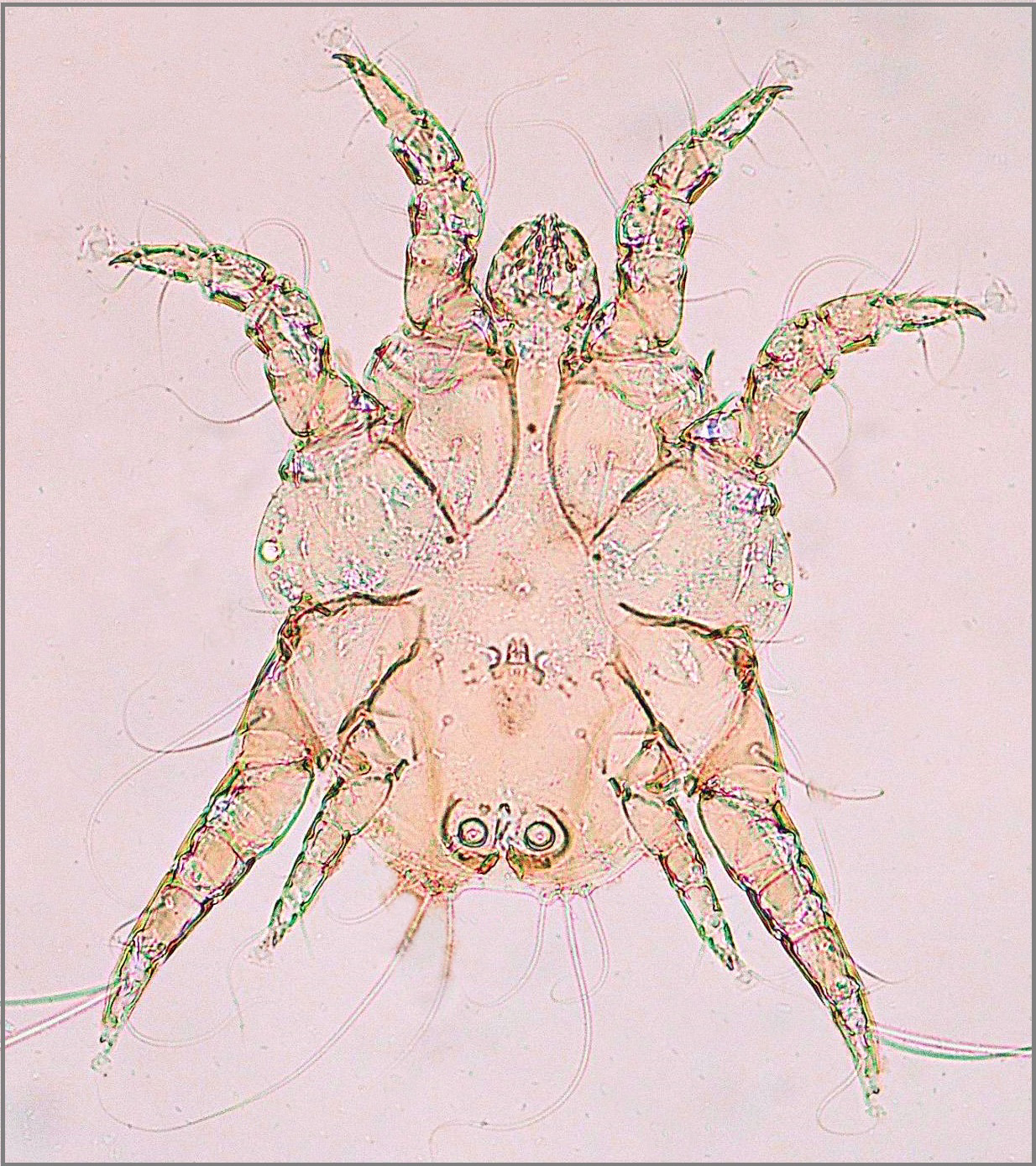
Chorioptes bovis
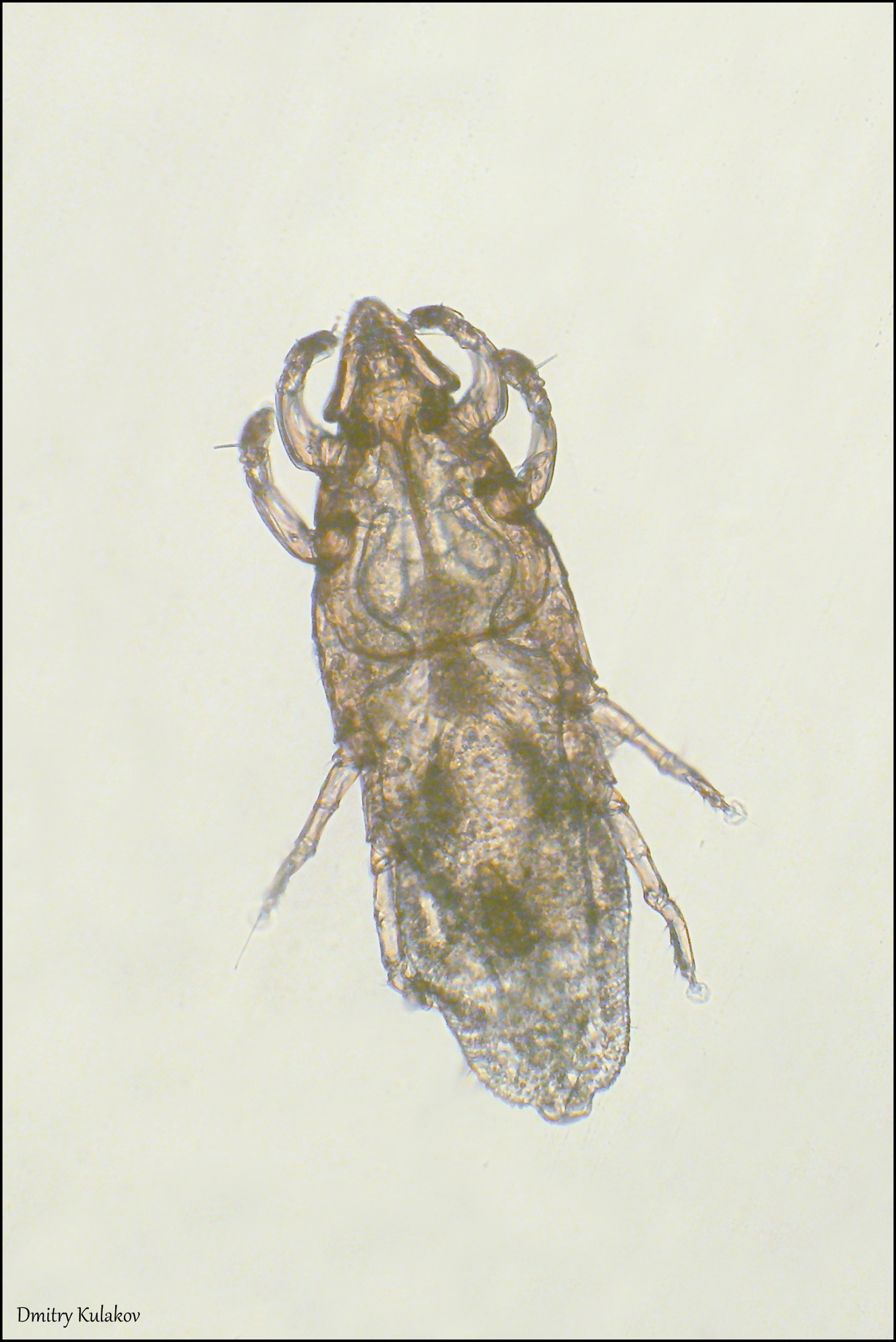
Chirodiscoides caviae
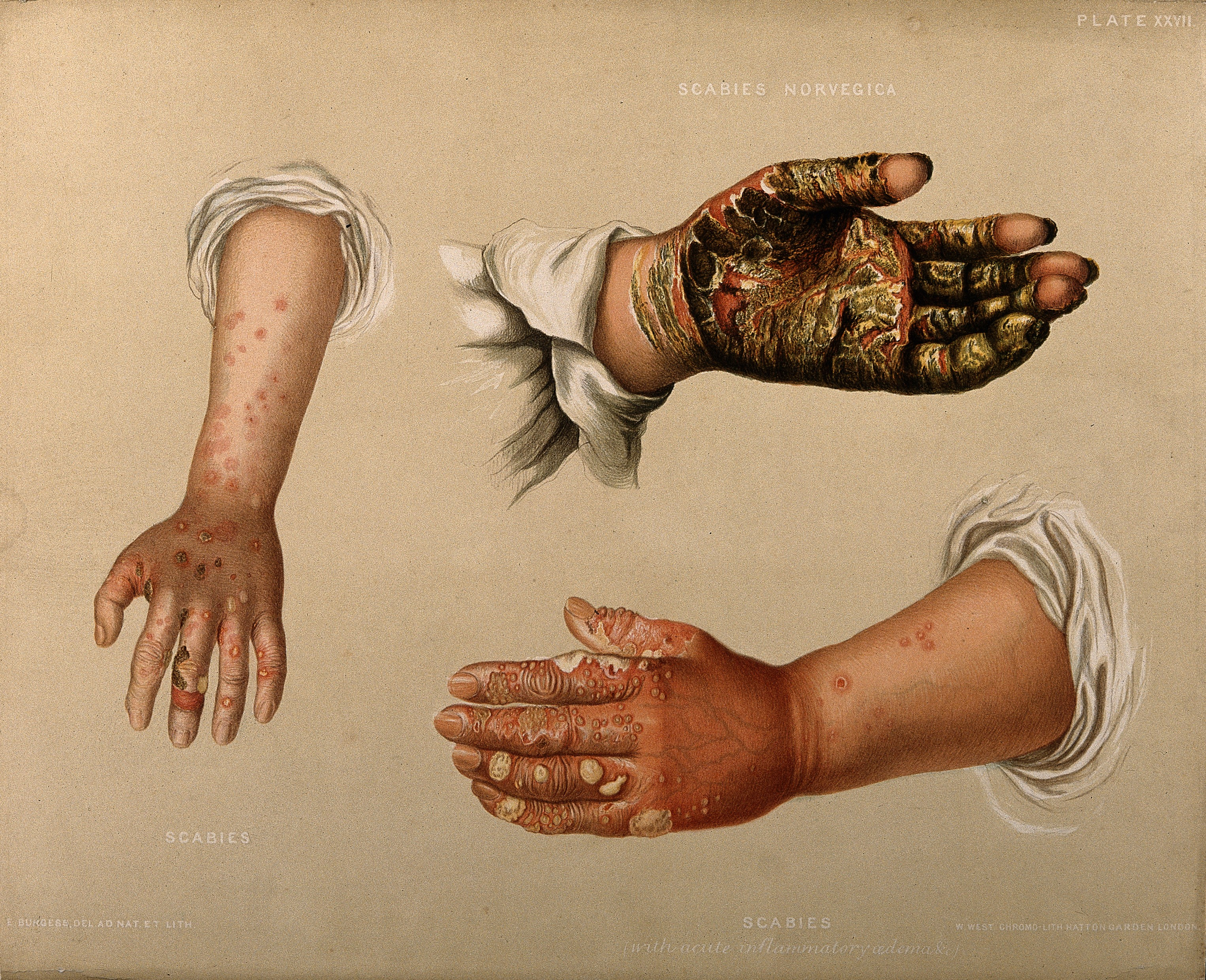
Последствия чесотки

## Классификация
В надсемейство включают 12 семейств.
- Семейство Atopomelidae Gunther, 1942 (46 родов, 420 видов)
- Семейство Chirodiscidae Trouessart, 1892 (27, 230)
- Семейство Chirorhynchobiidae Fain, 1967 (1, 3)
- Семейство Gastronyssidae Fain, 1956 (9, 42)
- Семейство Lemurnyssidae Fain, 1957 (2, 4)
- Семейство Listrophoridae Mégnin & Trouessart, 1884 (20, 169)
- Семейство Lobalgidae Fain, 1965 (2, 7)
- Семейство Myocoptidae Gunther, 1942 (6, 63)
- Семейство Pneumocoptidae Baker, Camin, Cunliffe, Woolley & Yunker, 1958 (1, 5)
- Семейство Psoroptidae Canestrini, 1892 (34, 63)
- Семейство Rhyncoptidae Lawrence, 1956 (5, 12)
- Семейство Sarcoptidae Murray, 1877 (15, 117)
- ?Audycoptidae — Galagalgidae — Paracoroptidae[9]
- ?Listropsoralgidae Fain, 1965[10][11]